# Sapar Isakov
Sapar Jumakadyrovich Isakov (en kirguís: Сапар Жумакадырович Исаков; Biskek, 29 de julio de 1977) es un político kirguís que fue primer ministro de Kirguistán desde el 26 de agosto de 2017 hasta el 20 de abril de 2018. Previamente fue Jefe de Gabinete del Presidente Almazbek Atambayev. Tiene el rango de Embajador Extraordinario y Plenipotenciario de la República Kirguisa, Consejero Estatal del Servicio Estatal de la tercera clase.